# Walter Jacobi

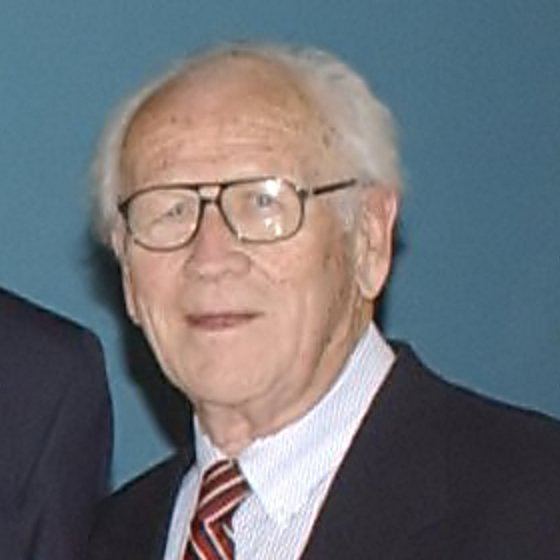
Walter Jacobi (2002)

Walter Jacobi (* 13. Januar 1918 in Saalfeld/Saale; † 19. August 2009 in Huntsville, Alabama) war ein deutsch-amerikanischer Ingenieur und Raumfahrtpionier.

## Leben
Von 1933 bis 1935 besuchte er die Freie Schulgemeinde in Wickersdorf bei Saalfeld im Thüringer Wald und studierte danach Maschinenbau an der Ingenieurschule Ilmenau, die in der Technischen Universität Ilmenau aufgegangen ist. Von 1940 bis 1945 arbeitete Jacobi in der Raketenentwicklung um Wernher von Braun an der Heeresversuchsanstalt Peenemünde auf der Ostseeinsel Usedom.
Nach dem Ende des Zweiten Weltkrieges gelangte er im Kontext der Operation Paperclip in die Vereinigten Staaten, wo er im November 1945 eintraf. Anfangs arbeitete er in Fort Bliss, dann im Redstone Arsenal und schließlich im Marshall Space Flight Center der US-Weltraumbehörde NASA. Zur Zeit des Apollo-Programms gehörte Jacobi zum Propulsion and Vehicle Engineering Laboratory des Marshall Space Flight Center.
Von diesem wurde Jacobi 2008 während der Jubiläumsfeierlichkeiten aus Anlass des 50. Jahrestages der Präsenz der USA im Weltraum (50th Anniversary of America in Space) zusammen mit weiteren Raketenpionieren wie Konrad Dannenberg,  Hans Fichtner, Walter Häussermann, Oscar Holderer, Rudolf Schlidt und Georg von Tiesenhausen mit einer Gedenktafel geehrt.
Walter Jacobi verstarb im Alter von 91 Jahren.